# Phaonia qinshuiensis
Phaonia qinshuiensis este o specie de muște din genul Phaonia, familia Muscidae, descrisă de Wang, Xue și Wu în anul 1997. Conform Catalogue of Life specia Phaonia qinshuiensis nu are subspecii cunoscute.